# J. R. Hildebrand
John R. Hildebrand Jr. (Sausalito, Kalifornia, USA, 1988. január 3. –) amerikai autóversenyző, beceneve Captain America.
A 2011-es indianapolisi 500 utolsó körének utolsó kanyarjában csúszott meg, és törte össze autóját, ezért nem tudta megnyerni legelső versenyét. Végül a második lett Dan Wheldon mögött.

## Pályafutása

### Atlantics és Indy Lights

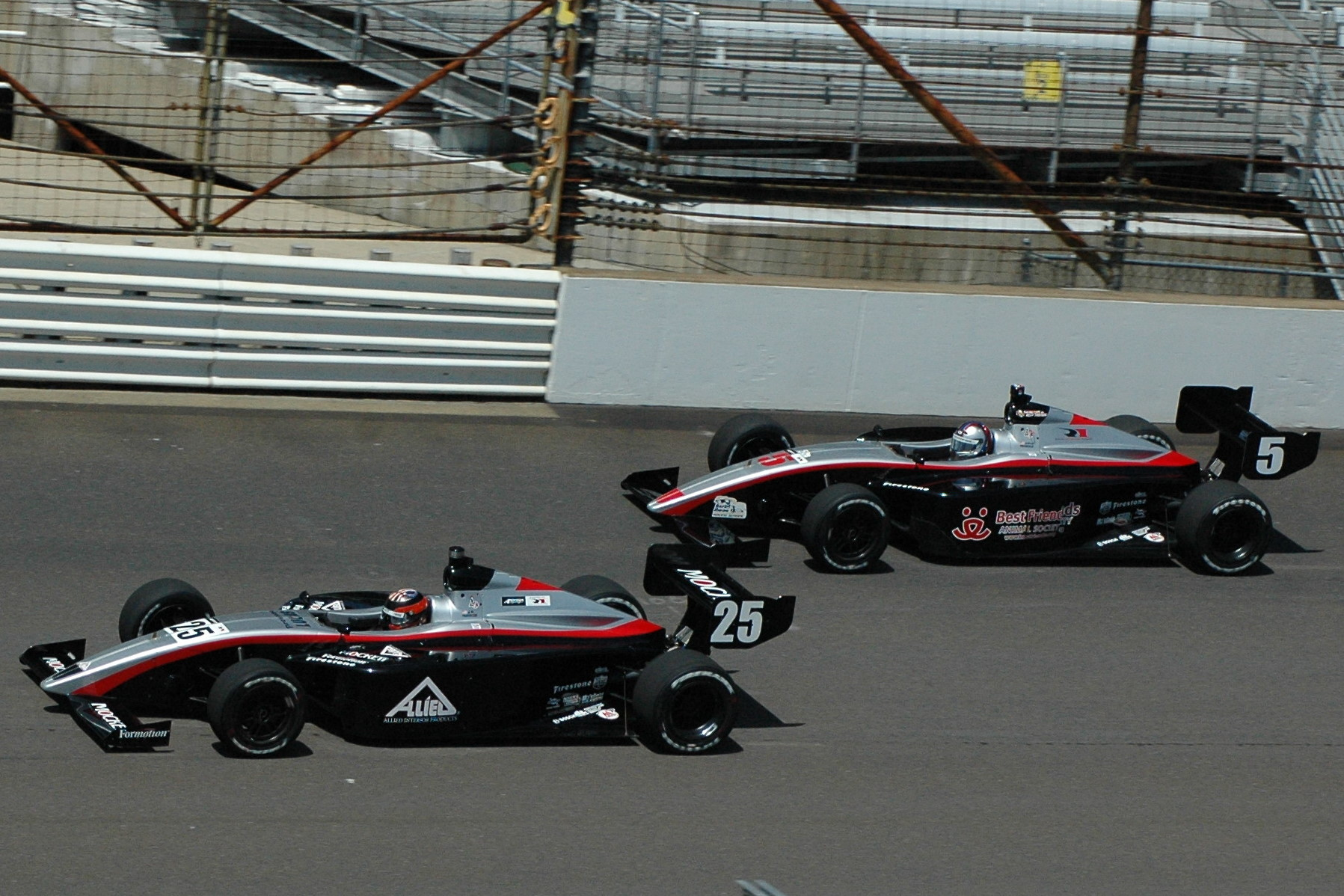
Hildebrand (belső íven) mellette csapattársa, Andrew Prendeville a 2008-as Firestone Freedom 100-on

2007-ben a Champ Car Atlantic bajnokságban versenyzett a Newman Wachs Racing színeiben. A bajnokságot 7. helyen zárta, egyben ő lett az évad legjobb újonca. A szezon után az RLR-Andersen Racing színeiben indult két Indy Pro Series versenyen. 2008-ban már teljes szezont ment az Indy Lights névre változott bajnokságban az RLR-Andersen alkalmazásában. Első győzelmét már a szezon negyedik versenyén, Kansas-ben megszerezte, majd 5. lett a bajnokságban év végén.
2009-re az AGR-AFS Racing versenyzője lett és négy győzelmével és öt pole-pozíciójával már az utolsó előtti chicagolandi versenyen megszerezte a bajnoki címet. Ebben az évben az A1 Grand Prix utolsó fordulójában, Brands Hatch-ben, a sprintversenyt a negyedik helyen zárta.

### Formula–1
Hildebrand három napig tesztelhette a Force India autóját 2009 decemberében Jerez-ben, Paul di Resta-val közösen.

### IndyCar
2010-ben debütált az IndyCar-ban a Dreyer & Reinbold Racingnél, ahol két versenyen át helyettesítette a sérült Mike Conway-t. 2010. december 14-én jelentették be, hogy a Panther Racing versenyzője lesz, és a #4-es számú, az amerikai nemzeti gárda által szponzorált autót fogja vezetni több éven át.

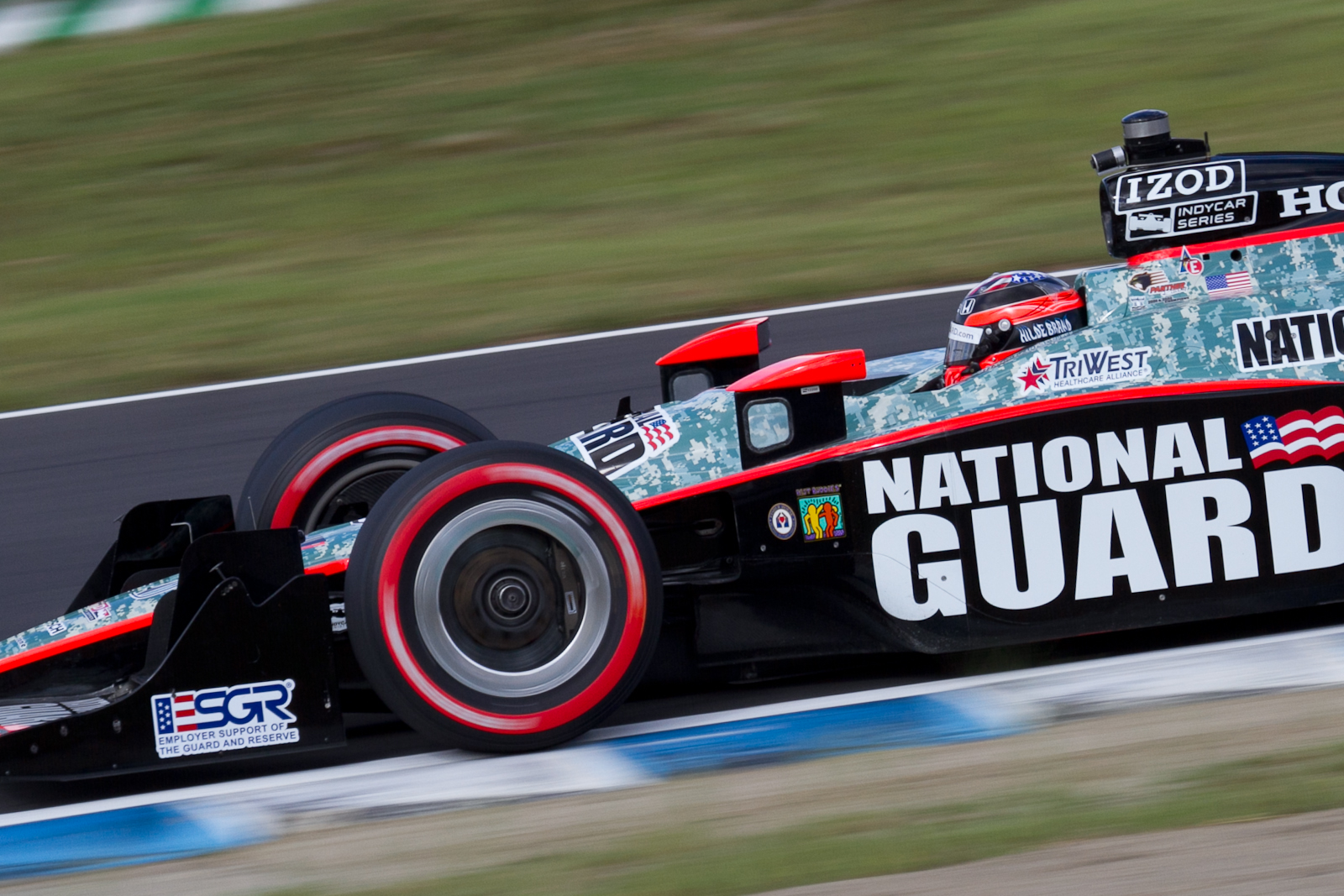
Hildebrand a Panther Racing a 2011-es Indy Japan The Final futam előtti bemelegítésén.

2011-ben az indianapolisi 500-on a legjobb újonc lett, a jó taktikájának köszönhetően az élre került a verseny végén, de az utolsó kanyarban Charlie Kimball lekörözése közben nem vett vissza a tempóból, a falnak csapódott, összetört az autója és Dan Wheldon éppenhogy meg tudta előzni, ezért csak a második lett. Az évadzáró Las Vegas-i verseny tizenegyedik körében tizenöt autó ütközött össze, köztük Hildebrand és Wheldon is. Hildebrand mellkasi zúzódásokkal megúszta, de Wheldon-t kritikus állapotban szállították kórházba helikopterrel, de a gyors beavatkozás ellenére sem sikerült megmenteni az életét.
A 2013-as legendás viadalon az utolsó helyen ért célba, ami után a Panther Racing szerződést bontott vele. Ezt követően bejelentette, hogy Formula DRIFT futamokon fog részt venni.
2014-ben ismét visszatért Indianapolisba az Ed Carpenter Racing #21-es autójában. 2016. november 4-én megerősítették, hogy átveszi Josef Newgarden helyét az Ed Carpenter Racingnél a 2017-es teljes szezonra. Phoenix-ben és Iowában a dobogón zárt és az év végi tabellán a 15. pozícióban rangsorolták 347 ponttal. Az idényt követően nem hosszabbítottak vele szerződést.
2018-ra csak az Indy 500-on résztvevő Dreyer & Reinbold Racing alkalmazta és a 11. helyen végzett. 2020-ban az alakulat szeretett volna több versenyen is részt venni, de egyéb problémák miatt ismételten csak az indianapolisi 500-ra tudtak nevezni.
2021-ben egy speciális festésű  A.J. Foyt Enterprises kocsit vezetett, melyen a tulajdonos, A.J. Folyt első Indy 500 sikerének 60. évfordulójára emlékeztek. 2022 márciusában hivatalosan közölték, hogy az idény ovál versenyein Tatiana Calderón #11-es rajtszámú Dallara-Chevijét fogja vezetni. Toronto előtt kiderült, hogy az autó főszponzora, a ROKiT nevű cég jelentős mennyiségű tartozást szedett össze a csapat felé, így a gárda a továbbiakban nem indította a konstrukciót.

### Egyéb versenyek
2010-ben az amerikai Le Mans-szériában versenyző Genoa Racing LMPC géposztályú autójával részt vett a Sebring-i 12 órás versenyen valamint a Long Beach-i futamon.
2018-ban indult a Pikes Peak Hillclimb elnevezésű hegyiversenyen egy Porsche Cayman GT4 Clubsport volánja mögött és a Porsche Trophy kategória 2. helyezettje lett Travis Pastrana mögött.
2021-ben egy kis bejelentést tettek, hogy Hildebrand ismét rajthoz áll a futamon az "Open Whell" osztályban egy Dallara DW12/IR18 IndyCarral. Végül logisztikai és technikai hátrány miatt visszavonták a nevezést.
2022. február 1-jével lett hivatalos, hogy a 2022-es rendezvényen is részt vesz egy Dallara IR18 Evo IndyCarral.

## Eredményei

### Teljes Atlantic Championship eredménylistája
| Év   | Csapat              | 1      | 2      | 3     | 4      | 5      | 6     | 7     | 8      | 9       | 10     | 11     | 12      | Helyezés | Pont |
| ---- | ------------------- | ------ | ------ | ----- | ------ | ------ | ----- | ----- | ------ | ------- | ------ | ------ | ------- | -------- | ---- |
| 2006 | Newman Wachs Racing | LBH    | HOU    | MTY   | POR    | CLE1   | CLE2  | TOR   | EDM    | SJO     | DEN    | MTL    | ROA Ret | 43.      | 2    |
| 2007 | Newman Wachs Racing | LVG Ki | LBH Ki | HOU 7 | POR1 6 | POR2 9 | CLE 2 | MTT 9 | TOR Ki | EDM1 Ki | EDM2 5 | SJO 15 | ROA 9   | 7.       | 140  |
| 2008 | Genoa Racing        | LBH    | LS     | MTT   | EDM1   | EDM2   | ROA1  | ROA2  | TRR    | NJ      | UTA    | ATL Ki |         | 26.      | 7    |

### Teljes Indy Lights eredménylistája
| Év   | Csapat              | 1      | 2       | 3      | 4      | 5       | 6     | 7     | 8       | 9      | 10    | 11     | 12     | 13     | 14      | 15      | 16     | Helyezés | Pont |
| ---- | ------------------- | ------ | ------- | ------ | ------ | ------- | ----- | ----- | ------- | ------ | ----- | ------ | ------ | ------ | ------- | ------- | ------ | -------- | ---- |
| 2007 | RLR/Andersen Racing | HMS    | STP1    | STP2   | INDY   | MIL     | IMS1  | IMS2  | IOW     | WGL1   | WGL2  | NSH    | MDO    | KTY    | SNM1 Ki | SNM2 Ki | CHI    | 37.      | 18   |
| 2008 | RLR/Andersen Racing | HMS 10 | STP1 5  | STP2 2 | KAN 1  | INDY 24 | MIL 5 | IOW 8 | WGL1 Ki | WGL2 9 | NSH 4 | MDO1 5 | MDO2 6 | KTY 18 | SNM1 4  | SNM2 4  | CHI Ki | 5.       | 409  |
| 2009 | AGR-AFS Racing      | STP1 3 | STP2 Ki | LBH 1  | KAN 14 | INDY 2  | MIL 2 | IOW 6 | WGL 1   | TOR 2  | EDM 1 | KTY Ki | MDO 3  | SNM 1  | CHI 5   | HMS 2   |        | 1.       | 545  |

### Teljes IndyCar eredménylistája
| Év   | Csapat                   | 1      | 2      | 3      | 4      | 5       | 6       | 7       | 8      | 9      | 10     | 11     | 12     | 13     | 14     | 15     | 16     | 17     | 18    | 19  | Helyezés | Pont |
| ---- | ------------------------ | ------ | ------ | ------ | ------ | ------- | ------- | ------- | ------ | ------ | ------ | ------ | ------ | ------ | ------ | ------ | ------ | ------ | ----- | --- | -------- | ---- |
| 2010 | Dreyer & Reinbold Racing | SAO    | STP    | ALA    | LBH    | KAN     | INDY    | TXS     | IOW    | WGL    | TOR    | EDM    | MDO 16 | SNM 24 | CHI    | KTY    | MOT    | HMS    |       |     | 35.      | 26   |
| 2011 | Panther Racing           | STP 11 | ALA 13 | LBH 17 | SAO 10 | INDY 2  | TXS1 23 | TXS2 18 | MIL 21 | IOW 4  | TOR 8  | EDM 11 | MDO 25 | NHA 21 | SNM 23 | BAL 19 | MOT 7  | KTY 20 | LVS T |     | 14.      | 296  |
| 2012 | Panther Racing           | STP 19 | ALA 15 | LBH 5  | SAO 7  | INDY 14 | DET 14  | TXS 5   | MIL 22 | IOW 22 | TOR 7  | EDM 21 | MDO 9  | SNM 8  | BAL 12 | FON 11 |        |        |       |     | 11.      | 294  |
| 2013 | Panther Racing           | STP 19 | ALA 17 | LBH 5  | SAO 15 | INDY 33 | DET     | DET     | TXS    | MIL    | IOW    | POC    | TOR    | TOR    | MDO    |        |        |        |       |     | 25.      | 112  |
| 2013 | Barracuda Racing         |        |        |        |        |         |         |         |        |        |        |        |        |        |        | SNM 16 | BAL    | HOU    | HOU   | FON | 25.      | 112  |
| 2014 | Ed Carpenter Racing      | STP    | LBH    | ALA    | IMS    | INDY 10 | DET     | DET     | TXS    | HOU    | HOU    | POC    | IOW    | TOR    | TOR    | MDO    | MIL    | SNM    | FON   |     | 26.      | 66   |
| 2015 | CFH Racing               | STP    | NLA    | LBH    | ALA    | IMS 21  | INDY 8  | DET     | DET    | TXS    | TOR    | FON    | MIL    | IOW    | MDO    | POC    | SNM    |        |       |     | 31.      | 57   |
| 2016 | Ed Carpenter Racing      | STP    | PHX    | LBH    | ALA    | IMS 22  | INDY 6  | DET     | DET    | ROA    | IOW    | TOR    | MDO    | POC    | TXS    | WGL    | SNM    |        |       |     | 23.      | 84   |
| 2017 | Ed Carpenter Racing      | STP 13 | LBH 11 | ALA    | PHX 3  | IMS 14  | INDY 16 | DET 17  | DET 18 | TXS 12 | ROA 16 | IOW 2  | TOR 13 | MDO 17 | POC 19 | GTW 18 | WGL 15 | SNM 14 |       |     | 15.      | 347  |
| 2018 | Dreyer & Reinbold Racing | STP    | PHX    | LBH    | ALA    | IMS     | INDY 11 | DET     | DET    | TXS    | ROA    | IOW    | TOR    | MDO    | POC    | GTW    | POR    | SNM    |       |     | 33.      | 38   |
| 2019 | Dreyer & Reinbold Racing | STP    | COA    | ALA    | LBH    | IMS     | INDY 20 | DET     | DET    | TXS    | ROA    | TOR    | IOW    | MDO    | POC    | GTW    | POR    | LAG    |       |     | 33.      | 20   |
| 2020 | Dreyer & Reinbold Racing | TXS    | IMS    | ROA    | ROA    | IOW     | IOW     | INDY 16 | GTW    | GTW    | MDO    | MDO    | IMS    | IMS    | STP    |        |        |        |       |     | 30.      | 28   |
| 2021 | A. J. Foyt Enterprises   | ALA    | STP    | TXS    | TXS    | IMS     | INDY 15 | DET     | DET    | ROA    | MDO    | NSH    | IMS    | GTW    | POR    | LAG    | LBH    |        |       |     | 33.      | 30   |
| 2022 | A. J. Foyt Enterprises   | STP    | TXS 14 | LBH    | ALA    | IMS     | INDY 12 | DET     | ROA    | MDO    | TOR    | IOW    | IOW    | IMS    | NSH    | GTW    | POR    | LAG    |       |     | 30.      | 53   |

#### Indianapolis 500
| Év   | Kasztni | Motor     | Rajthely | Eredmény | Csapat                   |
| ---- | ------- | --------- | -------- | -------- | ------------------------ |
| 2011 | Dallara | Honda     | 12.      | 2.       | Panther Racing           |
| 2012 | Dallara | Chevrolet | 18.      | 14.      | Panther Racing           |
| 2013 | Dallara | Chevrolet | 10.      | 33.      | Panther Racing           |
| 2014 | Dallara | Chevrolet | 9.       | 10.      | Ed Carpenter Racing      |
| 2015 | Dallara | Chevrolet | 10.      | 8.       | CFH Racing               |
| 2016 | Dallara | Chevrolet | 15.      | 6.       | Ed Carpenter Racing      |
| 2017 | Dallara | Chevrolet | 6.       | 16.      | Ed Carpenter Racing      |
| 2018 | Dallara | Chevrolet | 27.      | 11.      | Dreyer & Reinbold Racing |
| 2019 | Dallara | Chevrolet | 21.      | 20.      | Dreyer & Reinbold Racing |
| 2020 | Dallara | Chevrolet | 32.      | 16.      | Dreyer & Reinbold Racing |
| 2021 | Dallara | Chevrolet | 22.      | 15.      | A. J. Foyt Enterprises   |
| 2022 | Dallara | Chevrolet | 17.      | 12.      | A. J. Foyt Enterprises   |

### Daytonai 24 órás autóverseny
| Év   | Csapat    | Csapattárs                        | Autó            | Kategória | Kör | Összetett Helyezés | Kategória Helyezés | Kiesés oka |
| ---- | --------- | --------------------------------- | --------------- | --------- | --- | ------------------ | ------------------ | ---------- |
| 2021 | NTE Sport | Andrew Davis Alan Metni Don Yount | Audi R8 LMS Evo | GTD       | 665 | Kiesett            | Kiesett            | Váltó      |

### Pikes Peak International Hill Climb
| Év   | Autó                         | Kategória      | Idő        | Összetett Helyezés | Kategória Helyezés |
| ---- | ---------------------------- | -------------- | ---------- | ------------------ | ------------------ |
| 2018 | Porsche Cayman GT4 Clubsport | Porsche Trophy | 10:39,301  | 19.                | 2.                 |
| 2021 | Dallara DW12/IR18 IndyCar    | Open Wheel     | Nem indult | Nem indult         | Nem indult         |
| 2022 | Dallara IR18 Evo IndyCar     | Open Wheel     |            |                    |                    |

### Amerikai ralikrosszbajnokság
| Év   | Csapat                   | Autó         | Kategória | 1     | 2     | 3     | 4     | 5   | 6   | 7    | 8   | 9   | Helyezés | Pont |
| ---- | ------------------------ | ------------ | --------- | ----- | ----- | ----- | ----- | --- | --- | ---- | --- | --- | -------- | ---- |
| 2019 | Dreyer & Reinbold Racing | Olsbergs MSE | ARX2      | MDO 4 | MDO 4 | GAT 3 | GAT 4 | TRR | TRR | COTA | MDO | MDO | 9.       | 29   |